# Mukarange (Gicumbi)
Mukarange ist einer von 21 Sektoren im Distrikt Gicumbi in der Nordprovinz von Ruanda.

## Geographie
Mukarange hat eine Fläche von 40,6 km² und liegt auf einer Höhe von etwa 1900 m. Der Sektor unterteilt sich in die sechs Zellen Cyamuganga, Gatenga, Kiruhura, Mutarama, Rugerero und Rusambya und umfasst 30 Dörfer. Nachbarsektoren sind im Norden Kaniga, im Osten Rushaki, im Süden Shangasha, im Südwesten Manyagiro und im Westen Cyumba.

## Bevölkerung
Nach der Volkszählung von 2022 betrug die Einwohnerzahl 18.543 Einwohner. Zehn Jahre zuvor waren es 16.081, was einem jährlichen Bevölkerungszuwachs von 1,4 Prozent zwischen 2012 und 2022 entspricht.

## Verkehr
Durch den Sektor Mukarange verläuft die Nationalstraße 22, die in diesem Abschnitt Stand 2022 nicht asphaltiert ist. Im Westen des Sektors kreuzt die Nationalstraße eine District Road.